# Adelphomyia caesiella
Adelphomyia caesiella är en tvåvingeart som först beskrevs av Alexander 1929.  Adelphomyia caesiella ingår i släktet Adelphomyia och familjen småharkrankar. Inga underarter finns listade i Catalogue of Life.